# Leo Lyons

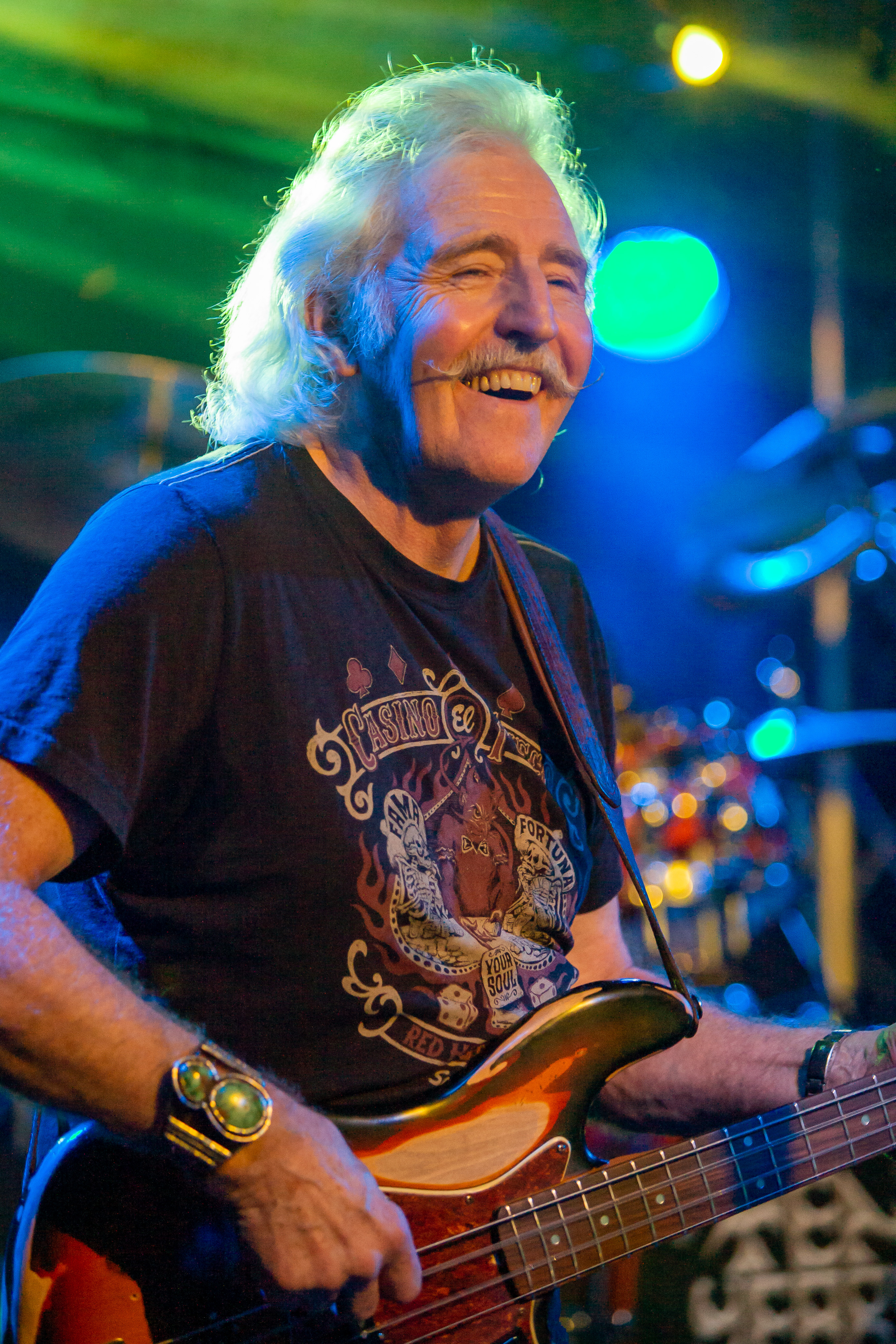
Leo Lyons (2010)

Leo Lyons, geboren als David William Lyons (Mansfield, 30 november 1943) is een Engelse rockmuzikant en is vooral bekend als bassist bij Ten Years After.

## Loopbaan
In het begin van de jaren 1960 speelde Lyons samen met leadgitarist Alvin Lee bij The Jaybirds. In 1967 herdoopten ze de groep tot Ten Years After. Met deze groep speelde Leo Lyons op diverse festivals, zoals Woodstock in 1969 en het Isle of Wight Festival van 1970. De groep werd in 1970 ontbonden, alhoewel de leden in de jaren 1980 en 1990 diverse malen weer samenkwamen voor speciale optredens.
Leo Lyons werd in 1975 studiomanager bij Chrysalis Records om de Wessex Sound Studios in Londen te leiden. In de periode 1974-1976 was hij producer van UFO, een Engelse heavy metal en hard rock band. Later startte Lyons zelf twee studio's. Medio 1990 verhuisde Lyons naar Nashville, Tennessee als songwriter bij Hayes Street Music. Hij speelde eveneens in de hervormde Ten Years After met de nieuwe frontman Joe Gooch. In januari 2014 verlieten Leo Lyons en Joe Gooch officieel Ten Years After.
Met diezelfde Joe Gooch speelt Leo Lyons nu blues rock in het trio "Hundred Seventy Split". Op 7 februari 2014 verscheen H.S.S., hun laatste album.
- International Standard Name Identifier: 0000 0001 3027 7420
- MusicBrainz: 4e9d67e8-93d1-44dd-a71e-151f797f1728
- Nationale Bibliotheek van Tsjechië: xx0086371
- Virtual International Authority File: 85873382
- WorldCat: E39PBJvXfTfGbD8DDbCHwJHBfq